# Luge als Jocs Olímpics d'hivern de 1998
Als Jocs Olímpics d'Hivern de 1998 celebrats a la ciutat de Nagano (Japó) es disputaren tres proves de luge, dues en categoria masculina i una en categoria femenina.
La competició tingué lloc entre els dies 8 i 11 de febrer de 1998 a les instal·lacions esportives d'Iizuna. Hi participaren un total de 93 corredors, entre ells 64 homes i 29 dones, de 24 comitès nacionals diferents.

## Resum de medalles

### Categoria masculina
| Prova              | Or                                     | Argent                                   | Bronze                                    |
| Individual Detalls | Georg Hackl                            | Armin Zöggeler                           | Jens Müller                               |
| Parelles Detalls   | Alemanya Stefan Krausse · Jan Behrendt | Estats Units Chris Thorpe · Gordon Sheer | Estats UnitsMark Grimmette · Brian Martin |

### Categoria femenina
| Prova              | Or              | Argent               | Bronze          |
| Individual Detalls | Silke Kraushaar | Barbara Niedernhuber | Angelika Neuner |

## Medaller
| Posició | País         | Or | Argent | Bronze | Total |
| 1       | Alemanya     | 3  | 1      | 1      | 5     |
| 2       | Estats Units | 0  | 1      | 1      | 2     |
| 3       | Itàlia       | 0  | 1      | 0      | 1     |
| 4       | Àustria      | 0  | 0      | 1      | 1     |
|         |              |    |        |        |       |
| Total   | Total        | 3  | 3      | 3      | 9     |